# Kings of Beer
Kings of Beer – dziewiąty album studyjny niemieckiego zespołu thrash metalowego Tankard. Wydawnictwo ukazało się 17 maja 2000 roku nakładem wytwórni muzycznej Century Media Records. Nagrania zostały zarejestrowane między styczniem a lutym 2000 roku w Spiderhouse Studios w Lütte. To również pierwszy album, na którym zagrał gitarzysta Andy Gutjahr. Od tego albumu skład zespołu do dziś pozostaje taki sam.

## Lista utworów
Opracowano na podstawie materiału źródłowego.
1. "Flirtin' with Desaster" - 4:03
2. "Dark Exile" - 4:53
3. "Hot Dog Inferno" - 3:26
4. "Hell Bent for Jesus"	- 4:20
5. "Kings of Beer" - 5:38
6. "I'm So Sorry!" - 3.12
7. "Talk Show Prostitute" - 4:35
8. "Incredible Loudness" - 3:44
9. "Land of the Free" - 5:09
10. "Mirror, Mirror" - 4:21
11. "Tattoo Coward" - 4:02

## Skład zespołu
Opracowano na podstawie materiału źródłowego.

- Andreas "Gerre" Geremia - śpiew
- Frank Thorwarth - gitara basowa
- Andy Gutjahr - gitara
- Olaf Zissel - perkusja
- Harris Johns - produkcja, inżynieria dźwięku, miksowanie, śpiew (gościnnie)
- Andy Boulgaropoulos - inżynieria dźwięku, miksowanie, gitara (gościnnie w utworze "Hot Dog Inferno"), śpiew (gościnnie)
- Alex Wenzel - śpiew (gościnnie)
- Timon Schreiber - śpiew (gościnnie)
- Ölse Maier - śpiew (gościnnie)
- Helmut Möller	- zdjęcia na okładce